# Valpó
Valpó (horvátul: Valpovo, németül: Walpowo vagy Walpach) kisváros és község (járás) Horvátországban, Eszék-Baranya megyében.

## A község (járás) települései
A községhez (járáshoz) Valpón kívül még hét falu tartozik. Ezek a következők: Harkányfalva (Harkanovci), Ivánfalva (Ivanovci), Ladomérfalva (Ladimirevci), Mariancsace (Marjančaci), Nart (Nard), Ság (Šag) és Szelcsin (Zelčin).

## Nevének eredete
Nevét az ófelnémet „Walpoto” (= uradalmi intéző) személynévből kapta.
A név, mely nem magyar és nem is szláv eredetű arról tanúskodik, hogy a birtok valószínűleg a tatárjárás után jött létre, amikor az országba sok külföldi érkezett. A birtok vezetője nyilvánvalóan egy német anyanyelvű ember volt. Az intéző állandó jelleggel lakott az ingatlanon, ahol a háza is állt, mely egyúttal az uradalom adminisztratív székhelye volt. A munka és a jobb megélhetés miatt a ház körül fokozatosan létrejött az új település, mely róla a Valpó, illetve szlávul a Valpovo nevet kapta.

## Fekvése
Eszéktől légvonalban 23, közúton 33 km-re északnyugatra, a magyar határtól 30 km-re, a Szlavóniai-síkság északi szélén, a Dráva és a Karasica között fekszik. Áthalad rajta az Eszékről Alsómiholjácon át Szalatnokra menő főút.

## Története
A mai Valpó területén a legrégebbi települések nyomai a kőkorszakra nyúlnak vissza. A város területén, a „Staro Valpovo” régészeti lelőhelyen az ókori és középkori leletek mellett az őskori Sopot kultúra maradványait is megtalálták. Később, a római uralom alatt az 1. és 5. század között, a Dráva jobb partja mentén, Poetoviotól (Ptuj) Mursáig (Eszék), majd tovább a Naisusig (Niš) vezető úton találjuk a mai Valpó helyén az „Iovallium” nevű római katonai őrállomást, amiről a 2. századból tudunk.

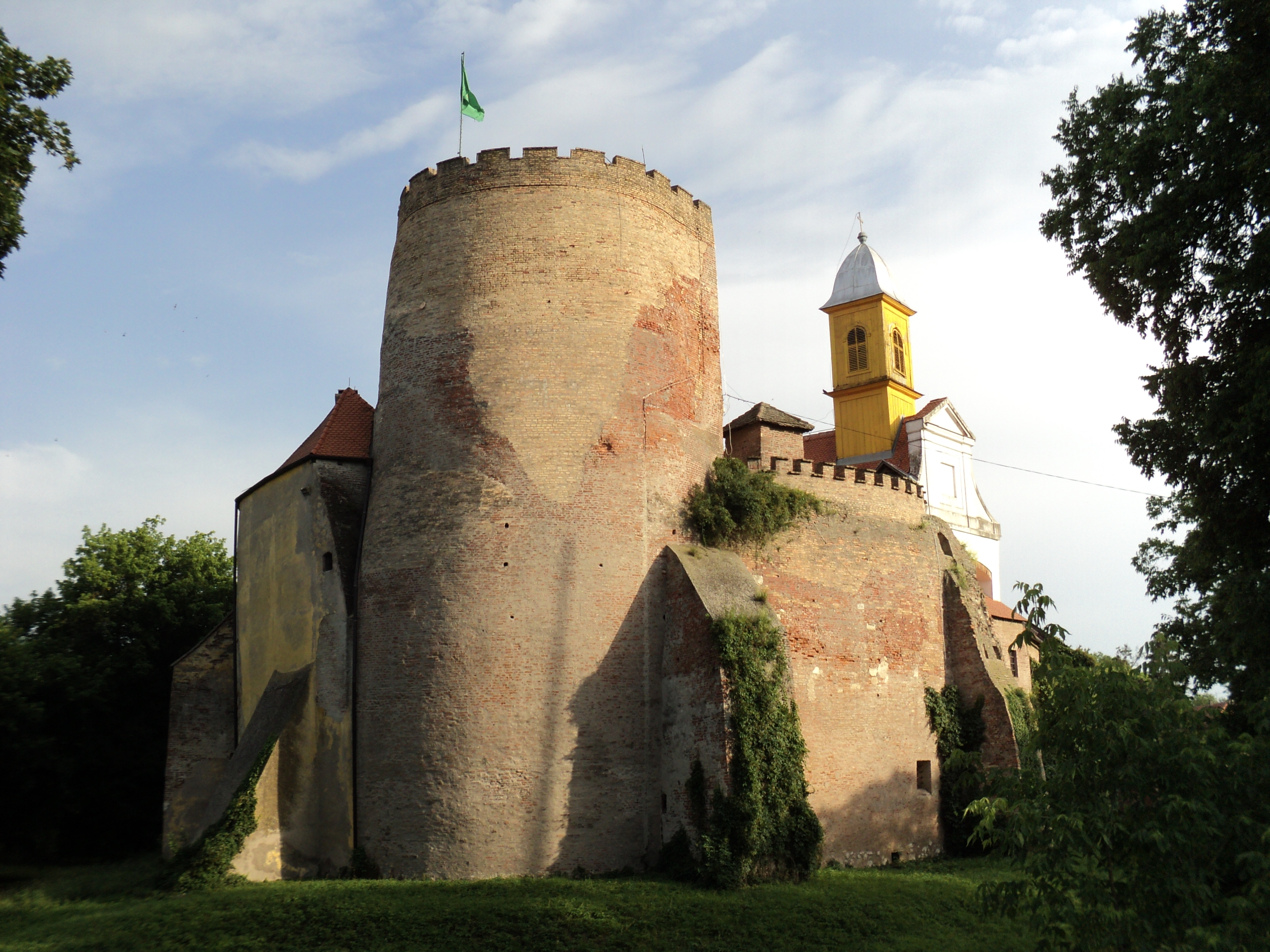
A várkastély legrégibb része

A középkori Valpó első írásos említése 1332-ből, a pécsi püspökség tizedjegyzékéből származik „Wolko, „Voyha“ és „Wolpo“ névváltozatokban. Ekkor a településnek már temploma és plébániája is volt, hiszen Pál nevű plébánosa 30 dénárt fizetett, ami abban az időben az aszúági esperesség területén jelentősnek számított. Első birtokosairól nem maradt fenn írásos adat. Az erre vonatkozó első forrás Zsigmond király 1396. június 23-án kelt oklevele, melyben utasítja a pécsi káptalant, hogy tartson vizsgálatot Miklós volt pécsi éneklőkanonok, Zagaychi Márton fia Gergely és Kustachoni Lukács fia Antal panaszára, amely szerint Sólyághi Sandrinus fia János mester Walpo-i officiálisa Barnabás diák a valpói birtokhoz tartozó falvakban élő jobbágyaival az ő Kustachen nevű birtokukra törve megverték és meg akarták ölni őket. A Sólyági család kihaltával a birtok a bélteki Drágffy családé lett, majd 1404-ben hűtlenség címén a király tőlük elvette és hívének, Maróti János macsói bánnak adta.
A várat 1410 körül a Karasica és a Vucsica összefolyásánál Maróti János kezdte építeni és 1431-ben bekövetkezett haláláig az építést nagyrészt be is fejezte. A várat először 1438-ban említik „Castrum Walpo” alakban. Fia László építette a várhoz a Szent László király tiszteletére szentelt kápolnát, amely a család temetkezési helye lett. A vár később is a Marótiaké maradt, egészen 1476-ig Maróti Mátyás macsói bán haláláig, akivel kihalt a dinasztia. A várat övező település Albert királytól kiváltságokat és vásártartási jogot kapott. 1481-ben Hunyadi Mátyás a valpói várkastélyt és birtokot unokatestvéreinek Geréb Mátyásnak és Péternek adományozta. 1512-ben Geréb Péter özvegye Kanizsai Dorottya kezével Perényi Imre nádor birtoka lett.
1526 után Siklóst egyre erősebben fenyegette a török. A következő 15 évben négyszer vonult át a vármegyén a török sereg. 1532. július 17-én Kőszeg felé haladva elfoglalták „Arsán és Siklós várát, továbbá Szercsianos (Szerecsen János) nevű bánnak várát is. Beren (Perényi) Péter nevű bánt viszont elfogták, és fogságba vetették.” Két nappal később „Kápolna várát Selje vára mellett”. Ekkoriban nem tartották meg a várakat, csak behódoltatták őket, és nem hagytak helyőrséget. 1537. január 7-én Matassy György kanizsai várnagy jelentette Nádasdy Tamásnak, hogy a törökök 250 paraszttal átkeltek a Dráván, és Siklós valamint Sellye környékén pusztítottak. 1540-ben ismét betörtek a vármegyébe a törökök és a Dráva mentén pusztítottak.
1543-ban ismét megjelent a török sereg Baranya vármegyében. Ekkor már hódító céllal érkeztek Pécs kapui alá. A várat hamar elfoglalták. Ezt követően küldtek erősítést Siklós és Valpó várai alá. Mindkét vár a bécsújhelyi börtönben sínylődő Perényi Péter uradalmához tartozott. Siklós két várnagya – Vas Mihály és Henyei Bernát – vezetésével csaknem két hétig tartott az ostrom. A szultán mindkét várnak szabad elvonulást biztosított. Ezzel a vidék az Oszmán Birodalom részévé vált, (lásd: Valpó ostroma) és török közigazgatási székhely, náhije központja lett. 1599-ben Pálffy Miklós átmenetileg visszafoglalta, de később újra török kézre került és csak a nagyharsányi csata után 1687. szeptember 30-án került vissza végleg Magyarországhoz. Ezután az udvari kamara birtoka, majd 1721-ben VI. Károly császár Prandau Péternek adományozta. Ebben az időben épült fel a település plébániatemploma is. 1801 végén a kastélyban tűz ütött ki, mely után Prandau József az épületet barokk stílusban építtette át és kibővítette. Ekkor kapta fényűző berendezését is. 1809-ben Valpót vásártartási joggal rendelkező várossá nyilvánították.
A 19. század végére a település egyre inkább városi külsőt nyert. 1884-ben a város melletti Belistyén fűrésztelep épült. 1885-ben Prandau Gusztáv halálával a valpói uradalom a Normann-Ehrenfels családé lett, akik 1944-ig voltak a birtokosai.
1910-ben 4134 lakosából 3191 horvát, 472 német, 200 magyar, 83 szerb volt. A trianoni békeszerződésig Verőce vármegye Eszéki járásához tartozott. Az első világháborúban a vadászkastélyt előbb kirabolták, majd lerombolták, a második világháború után pedig mintegy ezer német nemzetiségű lakost hurcoltak valpói munkatáborba. A háború után Valpó a 32 ezer lakosú Valpovština közigazgatási, gazdasági és kulturális központja lett. 1990-ben a HDZ győzelmével zárult horvátországi többpárti választások után viharos események következtek az ország függetlenségének kivívásáért. A települést a délszláv háborúban a szerbek megszállta Baranyából több tüzérségi támadás érte, mely súlyos károkat okozott. A háború után megváltozott az új állam közigazgatási struktúrája. Az egykori valpói önkormányzat területén négy új helyi önkormányzati egységet hoztak létre Valpó városával, valamint Belistye, Bizovac és Petrijevci községekkel. 2011-ben a városnak 7406, a községnek összesen 11563 lakosa volt.

## Lakossága
| Lakosság változása | Lakosság változása | Lakosság változása | Lakosság változása | Lakosság változása | Lakosság változása | Lakosság változása | Lakosság változása | Lakosság változása | Lakosság változása | Lakosság változása | Lakosság változása | Lakosság változása | Lakosság változása | Lakosság változása | Lakosság változása |
| ------------------ | ------------------ | ------------------ | ------------------ | ------------------ | ------------------ | ------------------ | ------------------ | ------------------ | ------------------ | ------------------ | ------------------ | ------------------ | ------------------ | ------------------ | ------------------ |
| 1857               | 1869               | 1880               | 1890               | 1900               | 1910               | 1921               | 1931               | 1948               | 1953               | 1961               | 1971               | 1981               | 1991               | 2001               | 2011               |
| 2.753              | 3.191              | 3.173              | 3.759              | 4.129              | 4.134              | 3.925              | 3.655              | 3.873              | 4.213              | 5.174              | 6.630              | 7.611              | 8.205              | 7.904              | 7.406              |

## Gazdaság
A városban jelentős a faipar, az élelmiszeripar, a polimer anyagok gyártása. A közelben kőolaj és földgázmező található. Környékén jelentős a gyümölcstermesztés (eper, alma).

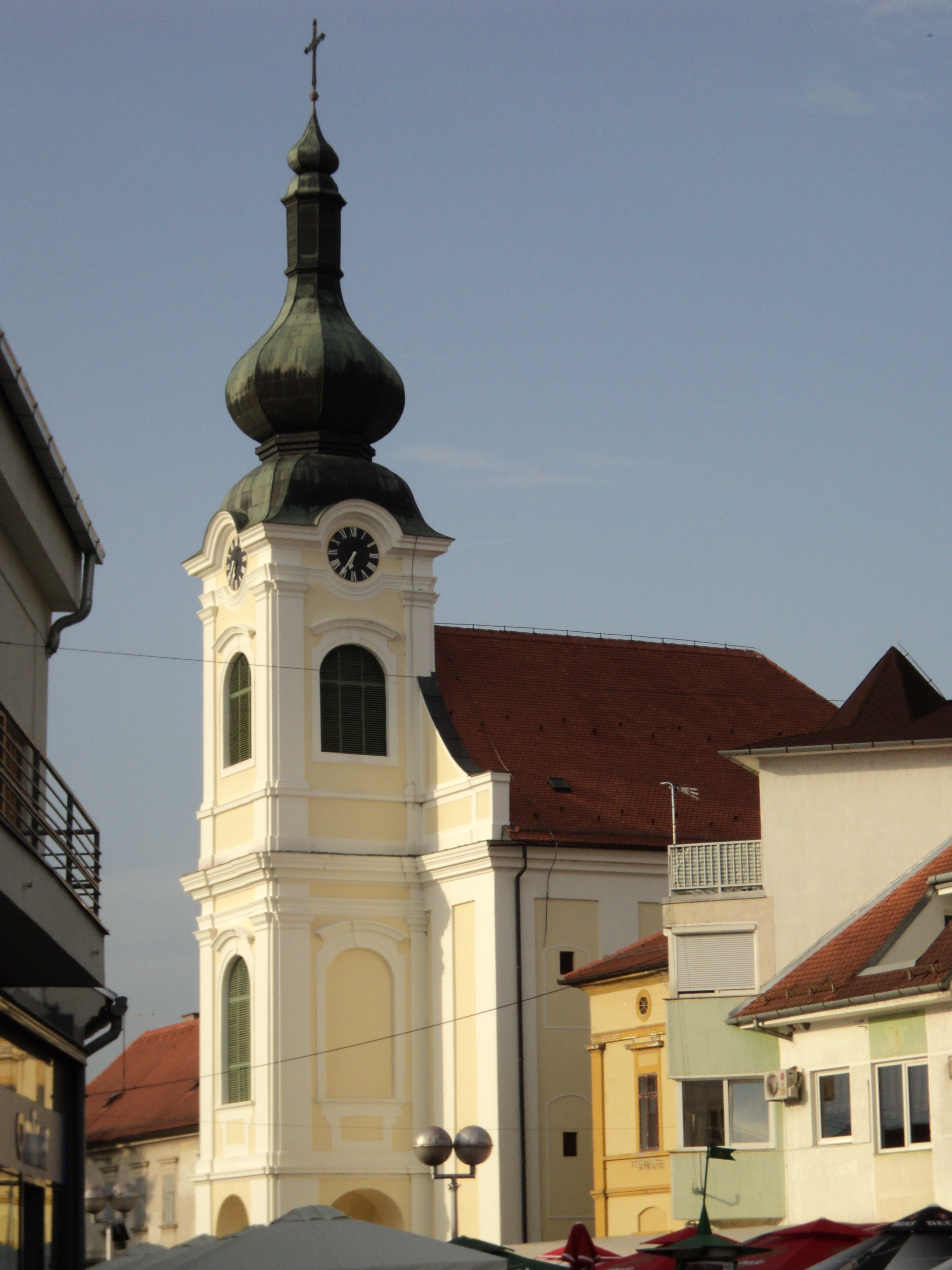
A plébániatemplom

## Nevezetességei
- A Szeplőtelen fogantatás tiszteletére szentelt római katolikus plébániatemploma[12] 1722 és 1737 között épült a híres bécsi barokk építész Johann Lukas von Hildebrandt tervei szerint Valpó akkori kegyura Prandau Péter báró költségén. Építési stílusa alapján a 18. századi barokk csarnoktemplomok közé tartozik. Nagy magasságával és belső kialakításával is lényegesen eltér a vidék többi templomától és inkább Hildebrandt ausztriai templomaival mutat hasonlóságot. A templom belsejét minőségi barokk-klasszicista berendezés díszíti, amely harmonikusan illeszkedik ebbe a barokk épületbe: oltárok, festmények, szobrok, ólomüveg ablakok, szószék és az értékes régi orgona. Mind közül kiemelkedik a főoltár képe, a bécsi barokk mester Anton Hertzog alkotása 1737-ből, mely a Szeplőtelen Szűzanyát ábrázolja a Szentháromsággal és angyalokkal körülvéve. Két nagyméretű, gazdagon díszített mellékoltára Keresztelő Szent Jánosnak és Szent Józsefnek van szentelve. A templomnak nagyon értékes régi orgonája van, mely az apatini Caspar Fischer orgonaépítő mester műhelyéből került ki. Az 1805-ben épített hangszer ma is teljes épségben van. 16 regiszteres, kétmanuálos, pedálos hangszer 45 krómozott billentyűvel, C/E-től c3-ig terjedő hangterjedelemmel.
- A város központjában áll a Prandau-Normann várkastély[13] középkori eredetű, barokk épületegyüttese, mely részben a középkori vár átépítésével, részben hozzáépítéssel jött létre. Alaprajza szabálytalan háromszög. Legrégibb része az a lakótorony, melyet még Maróti János macsói bán építtetett a 15. században. Központi épülete az emeletes, tornyos késő barokk kastély, az egykori uradalmi vendégház és fogadó. Ezen kívül az épületegyüttes részei még a kápolna, az egykori istálló és gazdasági épületek. A várkastélyt részben betemetett várárok, sáncok és tágas, parkosított térség veszi körül. A mai épületegyüttes helyén eredetileg a 15. századi síkvidéki vízivár állt, melynek központi része a lakótorony volt sáncokkal és mély árokkal övezve, melybe a Karasica vizét vezették. A 18. század első felében új tulajdonosa, a Prandau család kijavíttatta a romos várat és a déli szárny maradványaira monumentális barokk palotát építtetett, középső részén 37 méter magas toronnyal. Az épület az 1801-es tűzvészben súlyosan megrongálódott, mely után már klasszicista stílusban építették újjá. A várkastély 1885-ben házasság révén a Normann Ehrenfels grófi család tulajdona lett. Abban az időben összesen 62 szobája volt és a belső udvarral együtt 4031 m² volt az alapterülete. Mivel azóta semmi sem változott, ez az elrendezés a mai napig megmaradt.
- A Prandau-Normann kastély falain belül álló Szentháromság-kápolna a város legrégibb szakrális épülete. A Marótiak középkori várán belül épült a 15. században késő gótikus stílusban. Eredeti titulusa Szent László volt. A török uralom idején dzsámivá alakították át. A török kiűzése után 1723-ban barokk stílusban megújították. Nemrég restaurálták és ennek során a szentélyben megtalálták az eredeti falak maradványait a befalazott ablaknyílásokkal, a régi faliképekkel és más részletekkel. A második világháború végéig oltárképe a híres bécsi barokk mester Johann Michael Rottmayr 1730-ban festett alkotása volt, melyet ma az eszéki képzőművészeti galériában őriznek. Másik nevezetessége az orgona, mely Angster József pécsi orgonaépítő mester műhelyében készült 1876-ban. Megrendelője Prandau Gusztáv báró maga is amatőr orgonista volt, alapítója és első elnöke a zágrábi Horvát Zenei Intézetnek. Az orgona 18 regiszteres, két manuálos, pedálos hangszer. Koncertekre is kiválóan alkalmas.

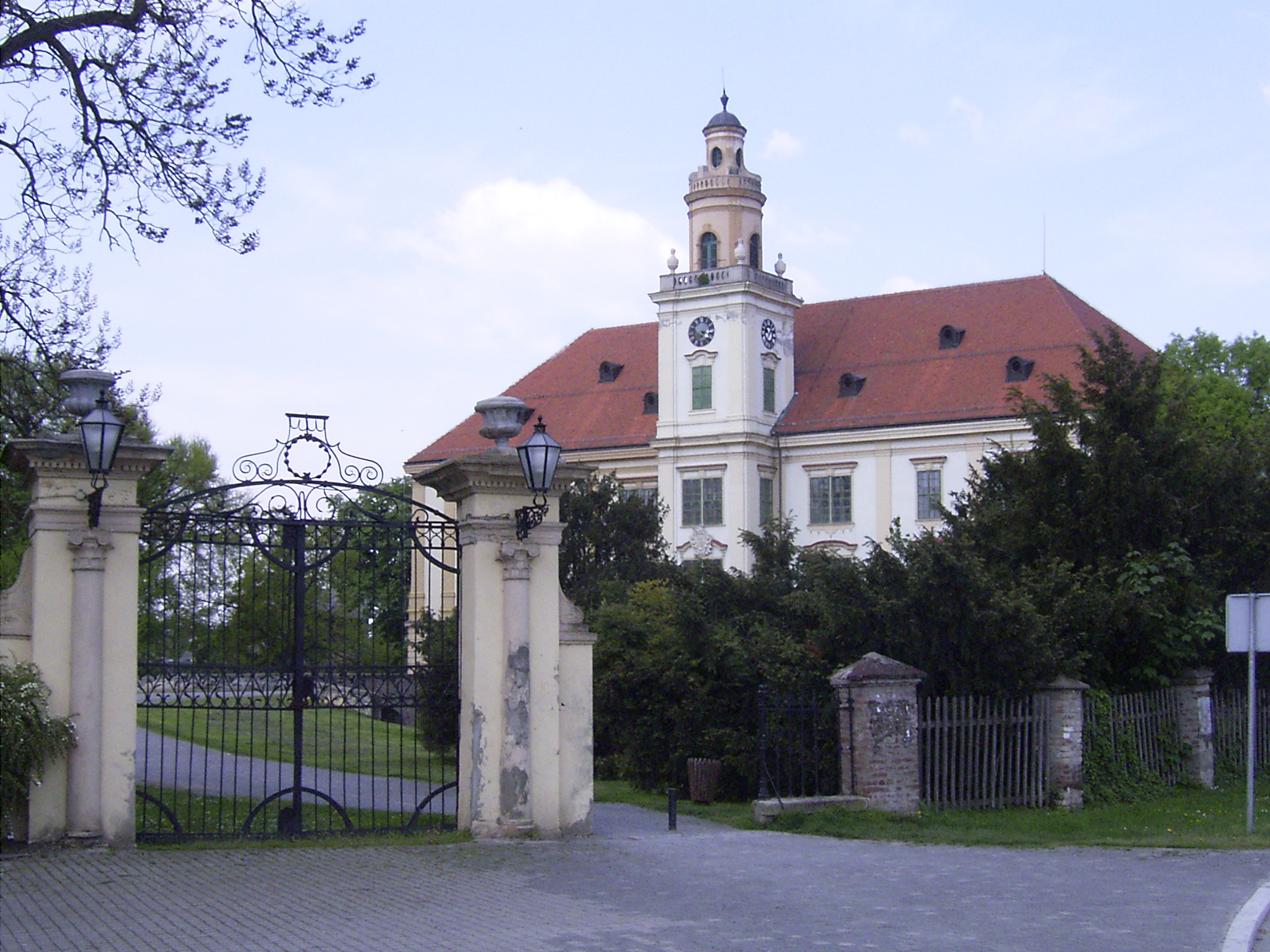
A valpói Prandau-Normann kastély

- A kastély épületében működik 1956 óta a Valpovština Múzeum, amely mintegy 3000 tételes gyűjteménnyel rendelkezik a történelem, a régészet, a vadászat, az etnográfia, a zoológia és geológia, valamint a kézművesség és a művészet területén. A múzeum 1991-ig működött, amikor a háború miatt be kellett zárni. A háború és annak következményei lelassították a kastély és a múzeum helyreállítását. Noha továbbra sem működik az állandó kiállítás, a kastély középkori-barokk épületkomplexuma a látogatók számára nyitva áll. Megtekinthető a középkori torony, a kápolna, a keleti épületszárny és a kastély körüli park.
- A kastély melletti park az egyik legértékesebb történelmi park Horvátország kontinentális részén. A vár parkjához kapcsolódva hozták létre, amellyel egyedülálló és elválaszthatatlan egészet alkot. A 19. század elején a volt barokk parkerdő és vadászterület egy részét a Zvjerinjakot tágas tájparkká alakították, amely körülbelül 25 hektáros területen délre terül el a kastélytól. Ez a barokk parkerdő és a csillag alakú Zvjerinjak vadászterület, amelynek nyomai még ma is láthatók, egyedülálló érték az ország barokk parképítészetében.
- A Zeleni brijeg nevű kis magaslaton található az 1796-ban épített Szent Rókus fogadalmi kápolna.[14] Építtetője Prandau József Ignác báró volt, amint az a homlokzaton található latin feliratból is megállapítható. Az eredeti késő barokk kápolnát 1860-ban részben átépítették a Prandau család temetőkápolnájává. Az átépítéssel a késői barokk jellegzetességeket nagyrészt eltávolították és az elülső oldalán jellegzetes neoromán stílusú elemek jelennek meg. Ilyen a harangtorony is, amely a mediterrán egyházakra jellemző és ritka a kontinentális horvátországi építkezés során. A valpói temetőkápolnába a család húsz tagját temették el.
- A városi temetőben található a Szent Kereszt Felmagasztalása temetőkápolna. A kápolnát Prandau Gusztáv báró építtette 1880-ban. Egyhajós épület a homlokzat feletti harangtoronnyal, félköríves apszissal. Külső megjelenése neobarokk és neogótikus, míg a gazdagon festett belső tér egyértelműen neobarokk jegyeket hordoz. Falait koszorúk és pilaszterek tagolják. Oltárképe a magyar Jakobey Károly mester alkotása 1877-ből. A kápolnához 14 stációból álló keresztút vezet.
- A város szélén, a temetővel szemben áll a Lourdes-i kápolna. A hagyomány szerint azelőtt egy kis szentély állt itt a Szűzanya képével, melyet hálából egy helyi ember épített a 18. vagy a 19. században. A mai kápolnát ennek a helyén építették a 19. és 20. század fordulóján. A kápolna és környéke különös módon kel életre augusztus 15-e, Nagyboldogasszony ünnepének előestéjén. Este 9 órakor sok valpói hívő vonul ide gyertyákkal a kézben, hogy az ünnepi mise előtt együtt imádkozzanak és énekeljenek.
- Valpó 17. század végén készített tervrajza szerint a vár és a Jazika-patak között, a mai park helyén, a középkorban egy erődített külső vár volt, amelyet védőárok vett körül. Az itteni régészeti leleteket csak véletlenül találták meg. Az ötvenes években J. Bösendorfer történész azt állította (nagy valószínűséggel néhány régebbi tervrajz alapján) hogy a mai vár középkorból fennmaradt tornyát római alapokra építették. Egy római felirattal és egy római istennő szobrával (a bőség megszemélyesítésével) díszített kőtöredék (N. Cambius szerint) megerősíthetik azt a feltevést, hogy Valpó központja már a római időkben betelepült.[15]
- Védett épület az Osječka utca 9. szám alatti földszintes ház.[16] Téglalap alaprajzzal, nyeregtetővel, oromzatos homlokzattal rendelkezik, mely a főutcára néz. A házat Prandau gróf építtette a 18. és 19. század fordulóján a vámszedők részére, akik a Valpó bejáratánál szedtek adót. A házat késő barokk és klasszicista stílusjegyek jellemzik.
- Közelében található az európai hírű bizovaci gyógyfürdő.

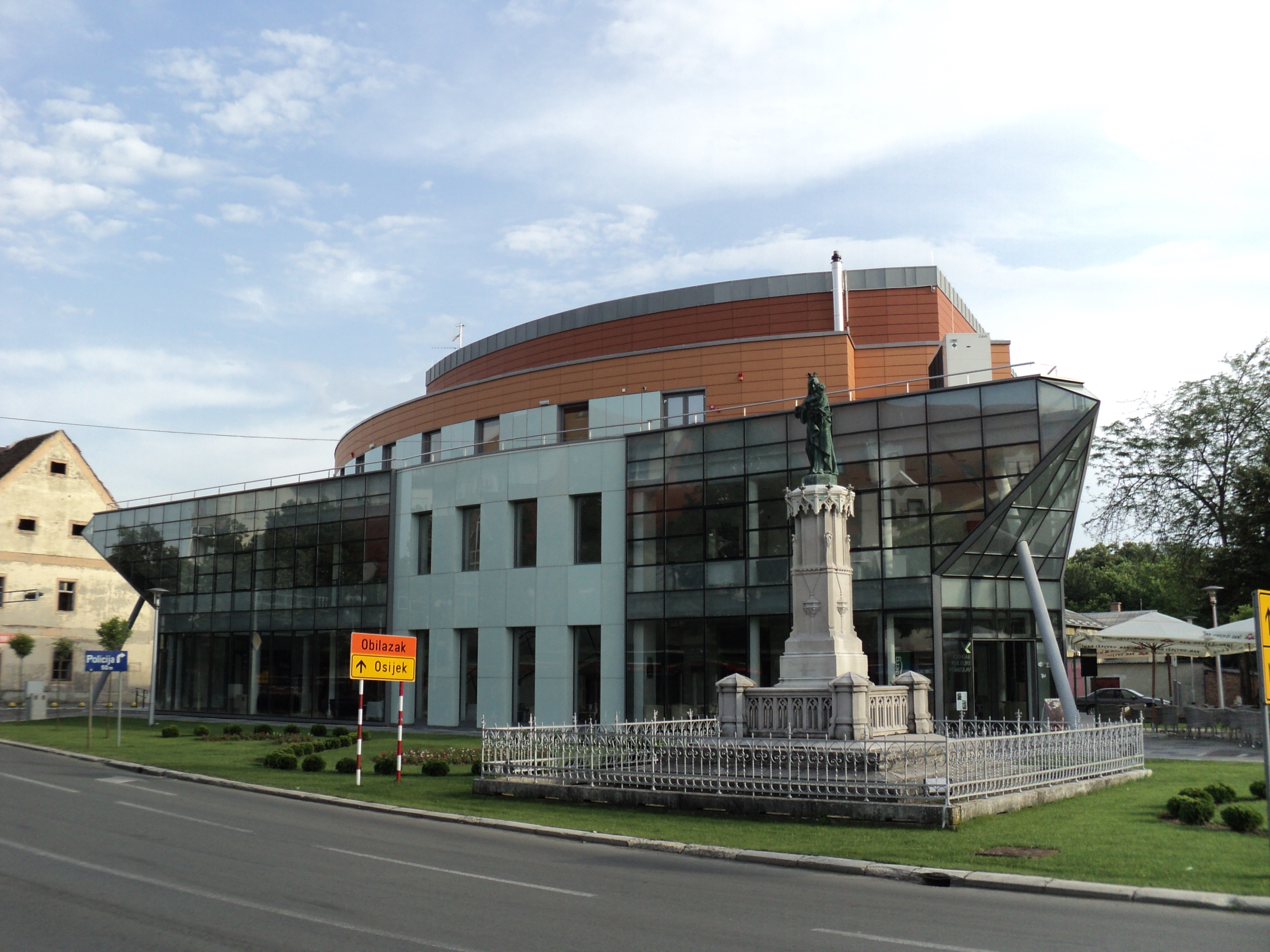
A kulturális központ épülete

## Kultúra
- A HPD Matija Petar Katančić horvát kórust 1905-ben alapították énekkarként és tamburazenekarként. A kórus több megszakítással a kezdetektől fogva részt vesz Valpó és környéke kulturális és zenei életében. Repertoárja helyi és külföldi zeneszerzők munkáiból, valamint Szlavóniából és más horvát régiókból származó népdalok feldolgozásából áll, de saját kompozíciókkal is rendelkezik. Az utóbbi időben számos magas rangú díjat kapott különböző kórusrendezvényeken.
- A HKUD „Valpovo 1905” a város kulturális és művészeti egyesülete, melyet 1905-ben alapítottak és a mai napig is működik. Az egyesület mintegy 150 tagot tömörít és több szekcióban működik: folklórcsoport, tamburazenekar énekes szólistákkal, „Poeta” költői szekció, valamint gyermek tánc- és zenei együttes. Elsődleges feladatként a népi hagyományok megőrzését, művészeti értékeinek tolmácsolását tekinti.
- Matica hrvatska valpói csoportja létezésének legkorábbi adatai 1877-ből származnak, amikor csak 2 tagot, 1899-ben pedig 49 tagot számláltak. A Matica Valpói szervezetét 1971-ben alapították a Prandau-Normann kastély udvarán rendezett összejövetelen. Munkáját 1972 januárjában az akkori kommunista hatóságok erőszakosan megszakították. A csoport munkáját csak 1991-ben folytathatta. 1996 óta minden évben kiadja a „Valpovački godišnjak” című évkönyvet.
- A városi tűzoltó egyesület fúvószenekara.

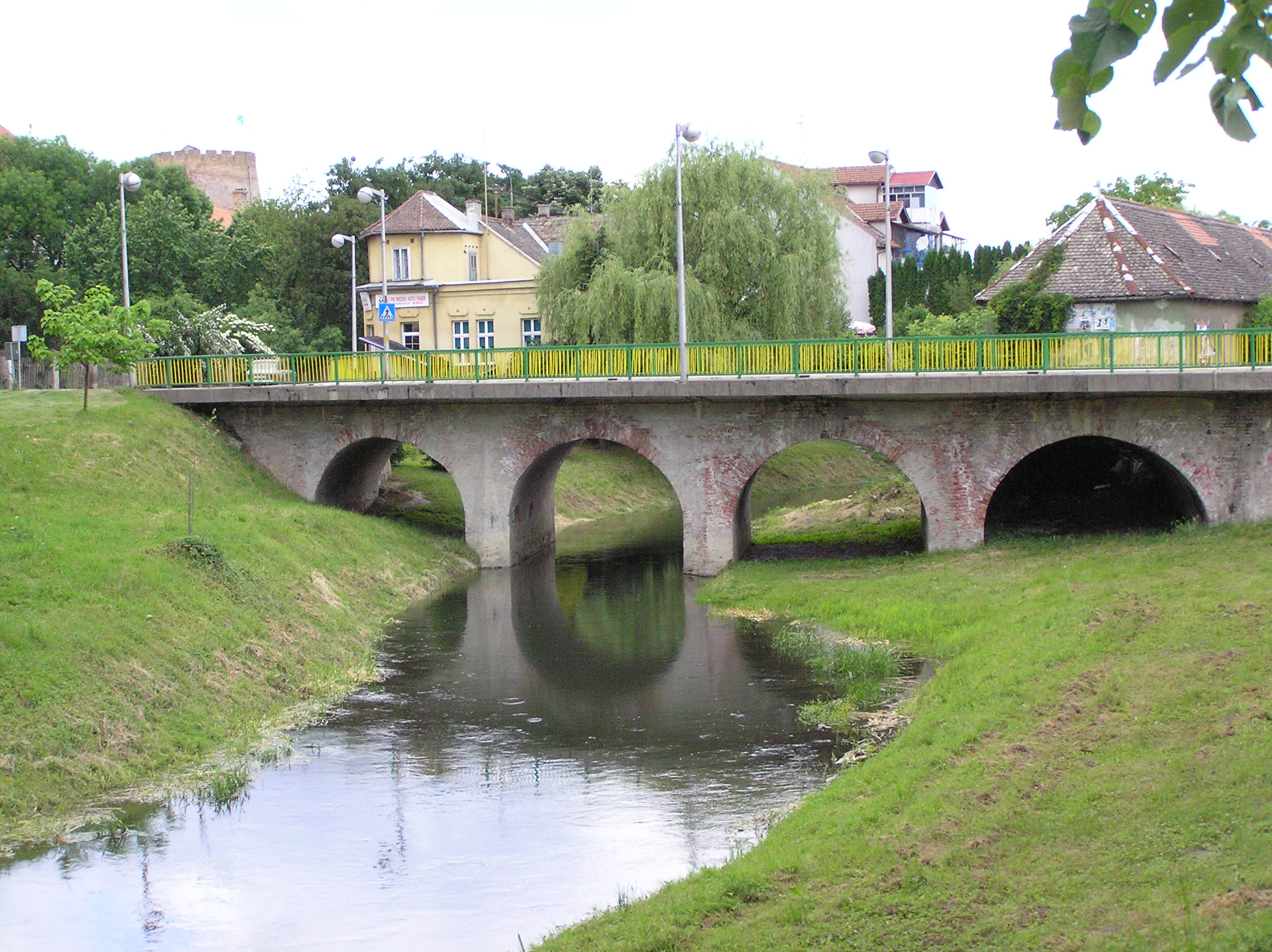
A Malta híd Karasica folyón

## Oktatás
Óvodák:
- „Maza” óvoda
- „Moj Bambi” óvoda

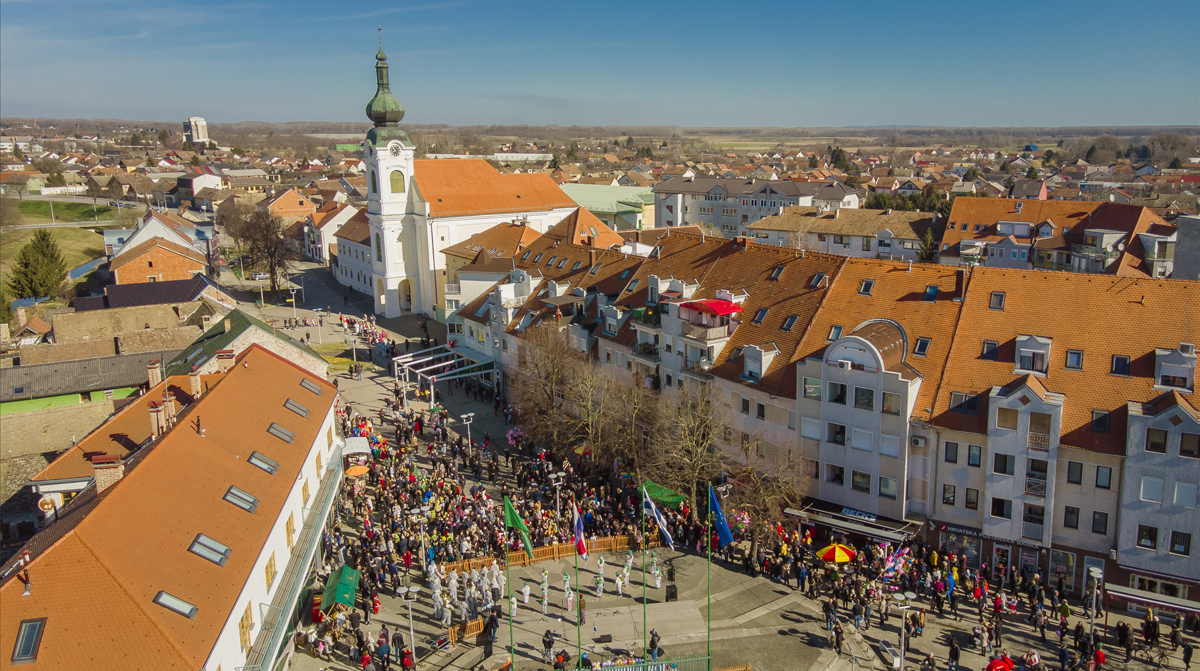
A városközpont

- Katancsich Mátyás Péter általános iskola

Középiskolák:
- Valpó középiskola (tízféle szakképzéssel: gimnázium, gazdasági, elektrotechnikai, ipari stb.)
- Felnőttképzési intézet
- Informatikai középiskola

## Sport
- NK Valpovka Valpovo labdarúgóklub (1926-ban „Jovalija” néven alapították).
- Valpovo teniszközpont (2004-ben alapították. 5 pályával és a kapcsolódó létesítményekkel)
- OK „Valpovka” Valpovo röplabdaklub (1. b liga.)
- RK „Valpovka” Valpovo kézilabdaklub
- KK Valpovo kosárlabdaklub
- KK Valpovo karateklub
- 1998-tól rendezik meg évente a „Čarobni prsten” sakkversenyt.

## Egyesületek
- Anonymus Valpovo asztronómiai egyesület
- „Dorat” lovasklub

## Testvérvárosok
- Komló, Magyarország

## Híres emberek
- Itt született 1750. április 12-én Katancsich Mátyás Péter történész.
- Itt vette feleségül Pallavicini Ede őrgróf 1873. szeptember 28-án székhelyi Majláth Etelkát.